# Шевченки (Харків)
Шевченки (у XVIII ст. Шевченків хутір) — історична місцевість на сході міста Харкова, колишнє село.
Розташована у заплаві річки Харків на її лівому (південному) березі. Обмежена з півночі заплавою струмка Глибокий, зі сходу вулицею Академіка Павлова, з півдня ринком Барабашово, із заходу заплавою річки Харків. Належить до Київського району Харкова.
Максимальна висота над рівнем моря — 143,5 м. Населення близько 10 тисяч осіб. На території місцевості знаходиться станція метро Академіка Павлова, проходить трамвай № 27.

## Назва
Назва Шевченкового хутора походить від прізвища чи прізвиська власників хутора та не має стосунку до Тараса Шевченка.

## Історія
Наприкінці XVIII або на початку XIX століття було засновано Шевченків хутір у заплаві річки Харків на її правому березі, на місці нинішньої Журавлівки та вулиці Шевченка.
На військово-топографічних мапах Шуберта середини 19 століття Шивченків хутір розташований на правому березі річки Харків, а на місці нинішнього району Шевченки був Лащенків хутір.
Між хутором Лащенка, розташованим нижче за течією річки на лівому схилі Глибокого Яру, й хутором Рижова, що знаходився вище за течією Харкова на правому схилі Китлярчиного яру, в 1860-х роках знаходився стеариновий завод.
На початку 1930-х років (чи у 1929 р.) тут був утворений радгосп «городнього» напрямку, який назвали на честь одного з більшовицьких ватажків, що брали участь у завоюванні України, Семена Будьоного.
У 1937-1940 роках, у селі Шевченки було 258 дворів, цегельня, радгосп імені Будьонного та Шевченківська сільрада; на хуторі Рижий (колишній Рижова), що розташовувався безпосередньо на південному березі річки Харків вище за її течією, було 30 дворів.
У 1950-х чи у 1961 Шевченки були приєднані до Харкова.

## Пам'ятки
- Журавлівський гідропарк

### Річки, струмки
- Харків — ліва притока Лопані .
- Китлярчин струмок[8] — ліва притока Харкова.
- Глибокий струмок[9] — ліва притока Харкова. Тече вздовж вулиці Владислава Зубенка.
- Журавлівське водосховище на річці Харків. Має дві частини, розділені греблею Героїв Праці. У верхній частині є озера (насправді затоки) Квітуче й Садове та Данилів острів. У нижній частині є Журавлівський півострів (платний), великий Пляжний острів, Гребний канал, Дренажний канал, Журавлівська гребля.